# Найбороденко, Сергей Юрьевич
Сергей Юрьевич Найбороденко (род. 20 июля 1979 года) — российский пловец в ластах, мастер спорта России международного класса.

## Карьера
Воспитанник томского клуба подводного спорта «Скат».
Трёхкратный призёр чемпионата Европы. 
Чемпион России 2000, 2001 гг.
Победитель клубного чемпионата Европы 2001, 2002 гг. 
Окончил Томский государственный университет (экономический факультет).
В настоящее время - начальник команды клуба «СКАТ».